# Gaël Kakuta
Gaël Kakuta (Lille, 1991. június 21. –) francia születésű kongói DK válogatott labdarúgó, a Sakaryaspor játékosa. Pályára lépett már a francia U17-es, U18-as és az U19-es válogatottakban is. Az RC Lens-ben kezdte el karrierjét, majd onnan 2007 nyarán a londoni kékekhez szerződött. Ám ez az igazolás a FIFA szerint nem volt teljesen szabályos, szerintük a Chelsea rávette a fiatal játékost arra, hogy hozzájuk szerződjön. Emiatt a csapatot 16 hónapos átigazolási tilalommal és 780 000 eurós bírsággal sújtották, amit később fellebbezés után visszavont a FIFA.

## Pályafutása

### Lens
Kakuta 7 évesen kezdett el futballozni a Lens amatőr csapatában. Az első meccsén együttesével 17-1-re kaptak ki, a játékosnak azonban ez nem vette el a kedvét a folytatástól. 1999-ben már a Lens Youth-ban rúgta a bőrt. 5 év múlva, 2004-ben már felfigyeltek tehetségére. Az edzői közé tartozott a volt lengyel válogatott Joachim Marx is.

### Chelsea
2007 nyarán igazolt a Chelsea-be, ahol a Youth csapat kulcsembere lett. Csapattársát is lenyűgözte játékával, Michael Ballack így nyilatkozott róla: "Nézzétek a francia srácot, egy igazi csillag!".
Kakuta-nak hihetetlenül jól sikerült bemutatkoznia első évében: 24 mérkőzésén 12-szer talált be az ellenfelek hálójába. Kitűnő teljesítményének hála a tartalékcsapatba is bekerült, és ezt többek között egy Port Vale elleni mesterhármassal is meghálálta. A 2008/09-es szezonja egy térdsérüléssel kezdődött, de ezek után góllal segítette a Chelsea Youth-ot a Manchester United elleni FA-kupa meccsen továbbjutáshoz, majd a Walsall elleni mérkőzésen is gólt lőtt és két gólpasszt adott, és erre Scolari is felfigyelt. A brazil edző - többek között a sérüléseknek is köszönhetően - 2009. január 17-én már leültette a padra a Stoke City elleni Premier League meccsen, ám ekkor még nem mutatkozhatott be. A franciának 2009/2010-es szezonja jól alakul, Carlo Ancelotti nevezte a Bajnokok Ligája keretbe, és a Premier League-ben az első debütálása is megvolt november 21-én, a Wolves ellen csereként beállva az 58. percben Nicolas Anelka helyére érkezett. 2009. december 2-án a félidőben Joe Cole-t váltva pályára léphetett az angol Ligakupa negyeddöntőjében a Blackburn Rovers ellen, a hosszabbítás utáni tizenegyes párbajban ő hagyta ki a mindent eldöntő tizenegyest. Rá hat napra, 8-án az első Bajnokok Ligája meccsét is abszolválta az APOEL Nicosia ellen, remek játékot mutatva a 73. percben lecserélték, Fabio Borini váltotta a francia játékost. A mérkőzés 2-2-es döntetlennel végződött. Edzője ezután így nyilatkozott róla: "Nem volt semmi intenzitás és koncentráció a játékunkban, nagyon rossz játék volt ez tőlünk. Az este egyetlen pozitívuma Gaël Kakuta játéka volt, remekül játszott, megmutatta, hogy mennyire tehetséges. Minden nap keményen edz, ő a Chelsea jövője".
2010. december 21-én új, négy és fél éves szerződést írt alá 2015-ig. Bő egy hónappal később, január 26-án kölcsönadták a Fulham-nek. Nyáron visszatért a Chelsea-hez, de nem került be az ázsiai túrára utazó keretbe. Az átigazolási időszak utolsó napján pedig újra kölcsönadták, január 1-ig a Bolton csapatának lesz a tagja.

### Fulham
Fél évre érkezett kölcsönbe a Fulhamhez, ezalatt hétszer lépett pályára a bajnokságban (csak 2-szer kezdőként) és 1 gólt szerzett, a Sunderland ellen.

### Bolton
2011. augusztus 31-én hivatalosan bejelentették, hogy fél évig kölcsönben fog szerepelni a Boltonnál. Szeptember 20-án debütált a Wanderersben az Aston Villa elleni Ligakupa-meccsen. A 77. percben megszerezte első gólját is, ezzel beállítva a 2-0-s végeredményt.

### Válogatott
2009-ben hívták meg először az U-19-es válogatottba. Egy Japánban rendezett torna nyitómeccsén debütált, rögtön két gólt is szerzett. A hazai rendezésű U-19-es Európa-bajnokság mind az 5 meccsén pályára lépett, egyet kivéve az összesen végig a pályán volt. 2 gólt szerzett, egyet az első meccsen, egyet pedig az elődöntőben. A döntőben pedig ő adta a gólpasszt a győztes gól előtt. Később a megválasztották a torna legjobb játékosának.

## Sikerei, díjai

### Chelsea
- Premier League: 2009-10

### Válogatott
- U-19-es Európa-bajnokság: 2010

### Egyéni elismerései
- A 2010-es U-19-es Eb legjobb játékosa